# Single Video Theory
Single Video Theory — музичний документальний фільм рок-гурту Pearl Jam, що вийшов в 1998 році.

## Історія створення
Документальний фільм був знятий протягом трьох днів 1997 року, під час роботи сіетлського рок-гурту Pearl Jam над новим альбомом Yield. Він містить фрагменти інтерв'ю та репетицій колективу, та дозволяє побачити невідомі раніше деталі творчого процесу та взаємодії музикантів. Автором фільму став режисер Марк Пеллінгтон, який раніше зняв для Pearl Jam популярний відеокліп на пісню «Jeremy».
Фільм вийшов 4 серпня 1998 року. На сайті AllMusic його оцінили на три зірки з п'яти. На думку Перрі Сайберта, в ньому не було нічого особливого, проте шанувальники гурту мали бути зацікавленими відвертими сценами з вокалістом Едді Веддером. 10 грудня 1999 року фільм отримав «золоту» та «платинову» сертифікацію RIAA. Всього було продано понад 100 тисяч примірників.

## В ролях
- Джеф Амент
- Стоун Ґоссард
- Джек Айронс
- Майк Маккріді
- Едді Веддер